# Digital Spy
Digital Spy est un site web britannique populaire de divertissement et d'information médias, connue pour ses forums. Selon les chiffres comScore, il est le quatrième plus important site web britannique de divertissement avec 2,1 millions de visiteurs uniques. Selon les statistiques de trafic de Alexa Internet, en juin 2009, Digital Spy est le 76e site web le plus populaire au Royaume-Uni, avec un rang Alexa total de 1 904.
Le site est créé le 17 janvier 1999 sous le nom digiNEWS avant que les sites du réseau digiNEWS fusionnent et que Digital Spy Ltd soit officiellement constituée en 2001.
Le 9 avril 2008, il est annoncé que le site a été acheté au début du mois par l'éditeur de magazines Hachette Filipacchi UK, une filiale du Groupe Lagardère, pour un montant « important ».
Digital Spy a une section soap et un blog soap qui donne des informations sur ce qui se passera dans les soaps majeurs au cours des prochaines semaines. En 2009, Digital Spy lance une version américaine du site. Il est essentiellement une version réduite du site britannique et en mars 2010, seulement EastEnders, Coronation Street et Hollyoaks sont couverts dans la section « Soaps ».

## Forums
Le site propose également des forums depuis mars 2000. Les forums couvrent les médias aussi bien que l'informatique, la téléphonie, les jeux, la politique, la radio, le sport, des discussions générales et du bavardage divers.
En juillet 2007, The Times indique le nombre de clients qui s'étaient inscrits sur le forum pour exprimer leurs préoccupations et les aspects négatifs du service de câblodistribution de Virgin Media.
Les représentants de plusieurs grandes entreprises dont Top Up TV, Joost, Sky, Goodmans et le CEO de Amstrad Sir Alan Sugar, sont des membres enregistrés qui postent sur les forums.

## Big Brother
Pendant que Channel 4 est en train de diffuser Big Brother, Digital Spy: Big Brother donne les dernières nouvelles, et pendant les émissions en direct, les mises à jour des journalistes sont mises à jour toutes les minutes à partir du streaming en direct. Le site également, durant les saisons, a des chroniques écrites par des journalistes comme Jenni Trent Hughes aussi bien que par des ex-candidats de Big Brother.

## Soap Awards
Les premiers Digital Spy Soap Awards annuels ont été lancées à la fin de 2007, avec un vote jusqu'à la fin de janvier 2008. Les catégories incluent : le meilleur partenariat à l'écran; le meilleur nouveau; l'homme et la femme les plus sexy; l'acteur et actrice les plus populaires; le meilleur épisode et la meilleure histoire,,. La cérémonie 2007 a eu lieu le 21 mars 2008.